# Stora Byttholmen
Stora Byttholmen är en ö i Finland. Den ligger i Finska viken och i kommunen Lovisa i den ekonomiska regionen  Lovisa i landskapet Nyland, i den södra delen av landet. Ön ligger omkring 58 kilometer öster om Helsingfors. Stora
Öns area är 2,5 hektar och dess största längd är 310 meter i sydöst-nordvästlig riktning.